# Топташ, Хасан Али
Хасан Али Топташ (тур. Hasan Ali Toptaş; род. 15 октября 1958) — турецкий писатель, известен как автор романов и коротких рассказов.

## Биография
Родился 15 октября 1958 года в городке Чал провинции Денизли в семье дальнобойщика, детство провёл в Булдане. Окончил среднюю школу и коммерческое училище. После службы в турецкой армии работал на разных должностях. Был судебным приставом и казначеем в различных небольших городах, затем стал служащим в Министерстве финансов.
Публиковал множество коротких рассказов в журналах. Его первый сборник рассказов «Bir Gülüşün Kimliği» («Идентичность смеха») был опубликован в 1987 году. Эта книга первоначально не имела особого успеха. В 1992 году он опубликовал на свои средства свой первый роман «Sonsuzluğa Nokta». Вышедший в 1994 году его второй роман «Gölgesizler» принёс писателю популярность. За этот роман он получил премию Юнуса Нади. В 2008 году роман «Gölgesizler» был экранизирован (режиссёр Юмит Юнал).
Видный турецкий учёный Йылдыз Эджевит в её работе «Türk Romanında Postmodernist Açılımlar» («Постмодернистская экспансия в турецкой литературе») называет писателя «постмодернистским модернистом» и «Кафкой турецкой литературы». В 1999 году Хасан Али Топташ получил литературную премию Джевдета Кудрета за свой роман «Bin Hüzünlü Haz». Это с одной стороны постмодернистский роман с точки зрения плюрализма, метапрозы и интертекстуальности. С другой стороны, он содержит много кафкианских элементов, абсурдно, сюрреалистично и парадоксально изображающих обыденную реальность. В 2006 году он получил литературную премию Орхана Кемаля за роман «Uykuların Doğusu».
Произведения Хасана Али Топташа переведены на многие языки, включая английский, немецкий, французский, нидерландский, финский и корейский.

## Работы
- Yalnızlıklar — 1990
- Ölü Zaman Gezginleri — 1993
- Sonsuzluğa Nokta — 1993
- Gölgesizler — 1995
- Kayıp Hayaller Kitabı — 1996
- Ben Bir Gürgen Dalıyım — 1997
- Bin Hüzünlü Haz — 1999
- Uykuların Doğusu — 2005
- Harfler ve Notalar — 2007
- Heba — 2013